# 佩米肯海崖
73°31′S 94°22′W / 73.517°S 94.367°W
佩米肯海崖（英語：Pemmican Bluff）是南極洲的海崖，位於埃爾斯沃思地，屬於瓊斯山的一部分，該海崖由火山岩組成，由明尼蘇達大學攀山會繪入地圖，現時由南極條約體系管理。